# Marquesado de Bélgida
El marquesado de Bélgida es un título nobiliario español, creado por el rey Fernando VI de España el 6 de febrero de 1753 a favor de José Vicente Belvís de Moncada y Exarch de Belvís.

## Denominación
Su nombre have referencia a la villa de Bélgida, en la provincia de Valencia.

## Marqueses de Bélgida
- José Vicente Belvís de Moncada y Exarch de Belvís (Valencia, 17 de noviembre de 1697-Madrid, 6 de marzo de 1753), XVI barón y I marqués de Bélgida,[2] VII marqués de Villamayor de las Ibernias, V marqués de Benavites,[4] V conde de Sallent, IX conde de Villardompardo, V conde de Villamonte[4] y VII barón de La Joyosa y de Marrau.[2] Era hijo de Francisco Belvis Escrivá y Moncada y de Francisca María Exarch de Belvís y Pacheco de Córdoba, casados el 4 de febrero de 1680 en Valencia, VI marquesa de Villamayor de las Ibernias, IV condesa de Villamonte, VIII condesa de Villardompardo, IV marquesa de Benavites, señora de las villas baronías y lugares de Puig, Ribarroja, etc.,[5] hija de Manuel Exarch de Belvís y Melo de Ferreira, III marqués de Benavites, III conde de Villamonte, V barón de Joyosa, de Marrau, y de Juana Teresa Pacheco de Córdoba Bocanegra y Torres de Portugal, hija de Carlos Pacheco de Córdoba Bocanegra y Colón de la Cueva, II marqués de Villamayor de las Ibernias, y de su tercera esposa, Juana María Suárez de Mendoza y de la Cerda, IV condesa de Villardompardo y X condesa de Coruña.[4]

Casó, en Madrid el 13 de octubre de 1717, con Catalina (Olalla Eulalia) Ibáñez de Segovia y Fernández de Velasco,  hija de José Antonio Ibáñez de Segovia y Mendoza (1657-1730), X marqués de Mondéjar, grande de España, XII conde de Tendilla, X marqués de Vallhermoso de Tajuña, V marqués de Agrópoli, y de María Victoria de Velasco y Carvajal. Le sucedió su hijo:
- Pascual Benito Belvís de Moncada y Pizarro (Valencia, 21 de junio de 1727-Madrid, 23 de julio de 1781), II marqués de Bélgida,[10] VIII marqués de Villamayor de las Ibernias, VI marqués de Benavites, X conde de Villardompardo, VI conde de Sallent, VI conde de Villamonte, conde del Sacro Romano Imperio, de Marrades, desde septiembre de 1779, XIV marqués de Mondéjar, grande de España,[11] —como sucesor de su tío materno, Marcos Ignacio López de Mendoza e Ibáñez de Segovia—, IX marqués de Agrópoli,[8] XIV marqués de Vallhermoso de Tajuña y conde de Tendilla.[12] Fue gentilhombre de cámara con ejercicio, maestrante de Valencia, caballero de la Orden de Carlos III y de la Orden del Toisón de Oro.[13]

Casó, en Madrid el 17 de febrero de 1754, con Florencia Pizarro Piccolomini de Aragón y Herrera (1727-1794), III marquesa de San Juan de Piedras Albas, grande de España, VII marquesa de Adeje, V marquesa de Orellana la Vieja, XII condesa de la Gomera, hija de Juan de la Cruz Pizarro Piccolomini de Aragón y de su esposa Juana Josefa de Herrera Ayala y Llarena, y viuda de su primer matrimonio con su tío Antonio de Herrera y Ayala, V marqués de Adeje. Le sucedió su hijo:
- Juan de la Cruz Belvís de Moncada y Pizarro (Madrid, 1 de diciembre de 1756-Madrid, 20 de octubre de 1835),[16] III marqués de Bélgida,[17] VII marqués de Benavites, IX marqués de Villamayor de las Ibernias, IV marqués de San Juan de Piedras Albas[15] XV marqués de Mondéjar, dos veces grande de España,[11] marqués de Vallhermoso de Tajuña, VIII marqués de Adeje, X marqués de Agrópoli, marqués de Orellana la Vieja, VI conde de Villamonte, XI conde de Villardompardo, XII conde de la Gomera, VII conde de Sallent, XIII conde de Tendilla, conde del Sacro Romano Imperio, etc.[18] Fue también alférez mayor perpetuo de la ciudad de Jaén, alcaide de la Alhambra, caballero de la Orden del Toisón de Oro, de la Orden de Carlos III, gentilhombre de cámara, mayordomo mayor de palacio, sumiller de corps, caballerizo, menino, ballestero y montero mayor del rey Carlos IV y maestrante de Valencia.[19]

Contrajo matrimonio, en Madrid el 4 de abril de 1774, con María de la Encarnación Álvarez de Toledo y Gonzaga, dama de la reina y de la Orden de las Damas Nobles de la Reina María Luisa, hija de Antonio Álvarez de Toledo y Osorio, X marqués de Villafrancadel Bierzo, y de su segunda esposa María Antonia Gonzaga y Caracciolo. Le sucedió su hijo:
- Antonio Ciriaco Belvís de Moncada y Álvarez de Toledo (Madrid, 8 de agosto de 1775-Madrid, 10 de agosto de 1842), IV marqués de Bélgida,[20] X marqués de Villamayor de las Ibernias,[19] XI marqués de Agrópolis,[21] V marqués de San Juan de Piedras Albas,[15] XVI marqués de Mondéjar,[11] dos veces grande de España, IX marqués de Adeje, VII marqués de Orellana la Vieja, VIII marqués de Benavites, XIX conde de Tendilla, XII conde de Villardompardo, XIII conde de la Gomera, VIII conde de Villamonte, VIII conde de Sallent, XVI conde de Coruña, vizconde de Torija, conde del Sacro Romano Imperio, etc.[22]

Casó, en Madrid el 16 de enero de 1799, con María Benita de los Dolores Palafox y Portocarrero (1782-1864), hija de Felipe Palafox y Croy y de María Francisca de Sales Portocarrero, VI condesa de Montijo. Le sucedió su hija:
- María Josefa Simona Belvís de Moncada y Palafox (Madrid, 28 de septiembre de 1801-Madrid, 24 de marzo de 1822), V marquesa de Bélgida[20] y XVII marquesa de Vallhermoso de Tajuña.[20]

Casó, en Madrid el 8 de junio de 1818, con José Álvarez de las Asturias Bohorques y Chacón. Le sucedió su hijo:
- José Álvarez de las Asturias Bohorques y Belvís de Moncada (Madrid, 1822-Madrid, 15 de febrero de 1852), VI marqués de Bélgida,[24] XI marqués de Villamayor de las Ibernias, XIX marqués de Vallhermoso de Tajuña,[25] XVII marqués de Mondéjar, grande de España,[11] IX conde de Sallent, XIX conde de Tendilla, X marqués de Adeje, XII marqués de Agrópoli,[25] XIII conde de Villardompardo, XV conde de la Gomera.[24]

Contrajo matrimonio, en Madrid el 8 de junio de 1843, con su prima hermana Luisa Álvarez de las Asturias Bohorques y Giráldez. Le sucedió su hijo:
- Íñigo Álvarez de las Asturias Bohorques y Álvarez de las Asturias Bohorques (21 de julio de 1851-21 de agosto de 1883), VII marqués de Bélgida,[26] XII marqués de Villamayor de las Ibernias,[27] XVIII marqués de Mondéjar, grande de España,[11] XIII marqués de Agrópoli, XVIII conde de la Gomera, maestrante de Sevilla y de Valencia.[25]

Falleció sin descendencia y le sucedió su sobrina, por real carta en 1912:
- María Luisa Cotoner y Álvarez de las Asturias Bohorques (Madrid, 6 de febrero de 1879-Palma de Mallorca, 31 de mayo de 1948), VIII marquesa de Bélgida,[28] XIII marquesa de Villamayor de las Ibernias, XI marquesa de Adeje (rehabilitado en 1918),[29] IX marquesa de Orellana la Vieja (rehabilitado también a su favor en 1918),[25] XVI condesa de Villardompardo.[28] Era hija de María del Carmen Álvarez de Asturias Bohorques y Álvarez de las Asturias Bohorques, X condesa de Sallent, condesa de Villamonte, y XX marquesa de Mondéjar grande de España[11] —hermana del XII marqués de Villamayor de las Ibernias—, y de su esposo José Cotoner y Allendesalazar, hijo de Fernando Cotoner y Chacón, I marqués de la Cenia.[26]

Casó, en Madrid el 22 de junio de 1900, con su primo hermano José Fernando Cotoner y de Veri (1872-1955), VIII marqués de Ariany. Le sucedió su hijo:
- Luis Cotoner y Cotoner (n. Madrid, 24 de febrero de 1910), IX marqués de Bélgida, maestrante de Valencia y comandante de artillería.[30]

Casó, en Ciudadela en 1948, con María de los Dolores de Olives y de Ponsich, hija de Bernardo Olives y Olives, V conde de Torre Saura, y de María del Pilar Ponsich y Sarriera, VIII marquesa de Moyá de la Torre. Sin descendencia, le sucedió su hermano:
- Nicolás Cotoner y Cotoner (Palma de Mallorca, 19 de octubre de 1906-Pozuelo de Alarcón, 5 de marzo de 1996), X marqués de Bélgida,[31] XXI marqués de Mondéjar grande de España,[b] VIII marqués de Ariany,[32] XXV conde de Tendilla, XIX conde de Coruña,[32] XIII marqués de Adeje, XVIII conde de Gomera,{[32] caballero de la Orden del Toisón de Oro.[33]

Casó, en 28 de octubre de 1945, con María de la Trinidad Martos y Zabálburu, V vizcondesa de Ugena. Le sucedió, por distribución, su hijo:
- José Luis Cotoner y Martos, XI marqués de Bélgida.[30][36]

Casado con Margarita Corsini Freese.